# Nou ordre mundial
El nou ordre mundial és una teoria de la conspiració que afirma l'existència d'un pla dissenyat per tal d'imposar un govern únic - col·lectivista, burocràtic i controlat per sectors elitistes i plutocràtics, etcètera - a nivell mundial.
L'expressió Nou Ordre Mundial s'ha usat per referir-se a un nou període de la història i es pretén, d'aquesta manera, que hi ha proves de canvis dramàtics en les ideologies polítiques i en l'equilibri de poders. El primer ús d'aquesta expressió apareix en el document dels Catorze Punts del president Woodrow Wilson, que fa una crida, després de la Primera Guerra Mundial, per a la creació de la Lliga de Nacions, avantpassada de l'Organització de les Nacions Unides.
La frase es va usar amb certa reserva al final de la Segona Guerra Mundial, quan es descrivien els plans per a la creació de les Nacions Unides i els acords de Bretton Woods causa de l'associació negativa resultant del fracàs de la Lliga de Nacions. L'ús més ampli i recent d'aquesta expressió s'origina sobretot amb el final de la Guerra Freda.
Els presidents Mikhaïl Gorbatxov i George H. W. Bush van usar el terme per tractar de definir la naturalesa de la postguerra freda i l'esperit de cooperació que es buscava materialitzar entre les grans potències. En una referència a les hostilitats a l'Iraq i Kuwait, la revista Time del 28 gener 1991 va expressar: "Mentre queien les bombes i es disparaven els míssils, les esperances d'un nou ordre mundial van cedir lloc al desordre comú". Va afegir: "Ningú ha de forjar il·lusions pensant que el nou ordre mundial, del qual tant ostentació es fa, s'ha establert o és a prop."
Mai s'ha aconseguit la cooperació entre les nacions, i això perjudica els esforços per establir un nou ordre mundial. En un informe a la revista The World and I de gener de 1991, un grup de perits van examinar "les polítiques exteriors que van sorgint entre les superpotències i l'efecte que probablement tinguin en el nou ordre mundial". L'editor va arribar a aquesta conclusió: "La història ens porta a pensar que en el millor dels temps es pot passar molt fàcilment de la pau a la guerra. La cooperació internacional, particularment entre les potències principals, és crucial per a una transició d'èxit de la Guerra Freda a un nou ordre mundial. "